# Jan Bøgh
Jan Bøgh (* 25. September 1959) ist ein dänischer Manager. Nachdem er 1995 als Einkaufsleiter zur dänischen Handelskette Jysk gestoßen war, ist er seit 2000 Präsident und Chief Executive Officer (CEO) der Unternehmensgruppe.
Ab dem Geschäftsjahr 2022/23 wird er allmählich durch Rami Jensen abgelöst, der anfangs als Deputy President & CEO in die Agenden seines Vorgängers einsteigt und ab dem Geschäftsjahr 2023/24 gänzlich dessen Agenden als President & CEO übernehmen wird.

## Leben und Wirken
Jan Bøgh wurde am 25. September 1959 geboren und half bereits als Elfjähriger im Geschäft seines Großvaters in Haldager bei Aabybro, die Regale zu bestücken. Nachdem er seine Schulbildung erhalten hatte, begann er eine Ausbildung zum Bürokaufmann in Vadum, einem Vorort von Aalborg. Nach seinem Militärdienst (Sergent bei den dänischen Streitkräften) war Bøgh bei verschiedenen Unternehmen tätig, ehe er Filialleiter eines Kvickly-Marktes in Frederikshavn wurde. Von 1976 bis 1985 war Bøgh für Coop Danmark tätig, ehe er zur norwegischen Reederei Color Line wechselte, wo er sieben Jahre lang anfangs als Einkaufsleiter und später als Leiter des Marketings tätig war. Von 1992 bis 1995 arbeitete Bøgh als Direktor für den Einkauf und somit Teil der Geschäftsführung bei Metro Danmark in Kopenhagen.
1995 kam er als Einkaufs- und Logistikleiter zu JYSK, wo er ab 2000 das Amt des Präsidenten und CEO von Jysk Nordic, ab 2019 von Jysk, bekleidete. Nach der Ernennung zum Präsidenten und CEO durch Lars Larsen im Jahr 2000 war er für die gesamten Jysk-Gruppe, mit Ausnahme von Deutschland, das damals von einem deutschen Management geführt wurde, zuständig. Kurz vor seiner Ernennung zum CEO wäre er bereits fast zu einem anderen Unternehmen abgewandert, wo ihm ebenfalls der Posten als CEO in Aussicht gestellt worden war. Nachdem er Larsen bereits die Kündigung vorgelegt hatte, wurde ihm von Larsen die Geschäftsführung bei Jysk angeboten. Im Jahr 2019 wurde die Fusion des damaligen Jysk Nordic mit dem damaligen Dänischen Bettenlager zu Jysk bekanntgegeben.
Ab dem Geschäftsjahr 2022/23 wird Bøgh allmählich durch Rami Jensen abgelöst, der anfangs als Deputy President & CEO in die Agenden seines Vorgängers einsteigt und ab dem Geschäftsjahr 2023/24 gänzlich dessen Agenden als President & CEO übernehmen wird.
Darüber hinaus ist Bøgh Vorstandsvorsitzender der beiden dänischen Möbelhandelsunternehmen ILVA und Sofacompany, sowie Vorstandsmitglied von Bolia, SengeSpecialisten und thansen.

## Privates
Er ist verheiratet mit Lene, Vater von vier Kindern, sowie mehrfacher Großvater.
In seiner Jugend war Bøgh ein begeisterter Handballspieler, beendete jedoch früh seine Spielerlaufbahn, um ins Trainergeschäft zu wechseln.